# Vejalpur
Vejalpur là một thành phố và khu đô thị của quận Ahmadabad thuộc bang Gujarat, Ấn Độ.

## Địa lý
Vejalpur có vị trí 22°41′B 73°34′Đ / 22,68°B 73,57°Đ Nó có độ cao trung bình là 133 mét (436 feet).

## Nhân khẩu
Theo điều tra dân số năm 2001 của Ấn Độ, Vejalpur có dân số 113.304 người. Phái nam chiếm 52% tổng số dân và phái nữ chiếm 48%. Vejalpur có tỷ lệ 80% biết đọc biết viết, cao hơn tỷ lệ trung bình toàn quốc là 59,5%: tỷ lệ cho phái nam là 84%, và tỷ lệ cho phái nữ là 77%. Tại Vejalpur, 11% dân số nhỏ hơn 6 tuổi.